# Henry Danger
Henry Danger ist eine US-amerikanische Jugend-Sitcom, die vom Alltag und den Abenteuern des Superhelden Captain Man und seines Sidekicks Henry Hart handelt. Die Serie wurde von Dan Schneider entwickelt, der schon an der Produktion von Sam & Cat, Victorious, iCarly, Zoey 101 und Drake & Josh beteiligt war.
Die 44-minütige Pilotfolge wurde am 26. Juli 2014 vom US-amerikanischen Fernsehsender Nickelodeon ausgestrahlt. Am 14. und 21. März 2020 lief in den Vereinigten Staaten das zweiteilige Serienfinale. Die deutschsprachige Erstausstrahlung der Pilotfolge fand am 15. November 2014 auf Nickelodeon Deutschland statt. In Deutschland wurde das Serienfinale am 27. August 2020 ausgestrahlt.

## Handlung
Die Serie erzählt die Geschichte von Henry Hart und seinen beiden besten Freunden Charlotte Page und Jasper Dunlop in der fiktiven Stadt Swellview. Im Mittelpunkt steht der anfangs 13-jährige Henry, der eines Tages versucht, einen Teilzeitjob bei einem getarnten Laden namens Junk ‘n‘ Stuff zu erhalten. Tatsächlich bekommt er jedoch einen Job bei Swellviews Superhelden Captain Man. Als dessen Sidekick Kid Danger erlebt er haarsträubende Abenteuer, die er vor seinen Freunden und seiner Familie verheimlichen muss.
1989 nahm der Wissenschaftler Dr. Carl Manchester seinen Sohn Ray mit zur Arbeit. Aus Versehen geriet Ray in eine Erfindung seines Vaters und wurde so zu einem unzerstörbaren Menschen, der Schmerzen nur für eine Sekunde spürt. Ray wurde zu Captain Man und gehört zu den berühmtesten Bewohnern von Swellview.
Die Folgen sind in sich geschlossen und kehren an ihrem Ende im Wesentlichen zur Ausgangssituation zurück, hierbei werden auch Anschlussfehler in Kauf genommen.

## Hauptfiguren
Henry Hart/Kid Danger ist ein anfangs 13-jähriger Junge und Captain Mans Sidekick. Er ist ein durchschnittlicher Junge, kann gut Geheimnisse bewahren und hat eine gute Menschenkenntnis. Er hilft Ray immer, wenn dieser Hilfe braucht. Wenn Henry sich verwandelt, ist er Kid Danger. In der 3. Staffel bekommt er Superkräfte, die ihn wendiger, schneller und reaktionsbewusster machen. Doch ab der Folge Ein neuer Held (3), als er Rick Twittler besiegt hat, verliert er seine Superkräfte wieder. In der letzten Folge Dangers Schicksal 2 bekam er dank der Omega-Waffe ein Kraftfeld, das ihm am Schluss sein Leben rettete. Am Ende der Serie war er erwachsen und ging zusammen mit Charlotte und Jasper nach Dystopia.
Ray Manchester/Captain Man ist ein Superheld und beschützt die Stadt Swellview. Er wird von den meisten geliebt, wird aber in der Folge Captain Fies als Bösewicht dargestellt. Vor 25 Jahren hatte sein Vater eine Maschine gebaut, um damit Sachen unzerstörbar zu machen. Ray war mit der Maschine in Kontakt gekommen und wurde so zum unzerstörbaren Superhelden. Er ist in Mrs. Hart verliebt. In der Folge Dangers Schicksal verliert er allerdings zusammen mit seinem Erzfeind Drex, der dort die gleiche Superkraft wie er besitzt, seine Unzerstörbarkeit und ist nun wie jeder andere Mensch verwundbar. Aber ein paar Wochen später war er wieder unverwundbar wie vorher.
Charlotte Page ist Henrys und Jaspers Freundin. Sie ist clever, sarkastisch und superschlau. Sie ist ein Fan von Captain Man. Sie erfährt in Folge 3 von Henrys Geheimnis und bekommt anschließend einen Job von Captain Man. Sie rettete oft Ray und Henry ihr Leben. Sie ging am Schluss nach Dystopia zusammen mit Henry und Jasper.
Jasper Dunlop ist einer von Henrys Freunden. Er sammelt Eimer und hat merkwürdige Eltern. Er ist ein großer Fan von Captain Man. Seine weiteren Freunde sind Sydney und Oliver. Mit Henrys jüngerer Schwester Piper versteht er sich nicht gut. Seit der Folge Ich kenne dein Geheimnis (S02E18) weiß Jasper, dass Henry Kid Danger ist. Anschließend bekam er einen Job bei Junk 'n' Stuff. Am Schluss ging er zusammen mit Henry und Charlotte nach Dystopia.
Piper Hart ist Henrys jüngere Schwester. Sie ist unberechenbar und oft aggressiv. Sie versucht zwanghaft, immer am Schluss gut dazustehen und ist sehr manipulativ. Sie konkurriert mit Jana Tetrazzini und ist Präsidentin der Man-Fans. Sie hängt ständig am Handy und macht Fotos und Videos für die Sozialen Medien. Ab der 2. Staffel hat sie einen Führerschein, der ihr jedoch durch ein Versehen zugestellt wurde. Seit der Folge Schwesterherz (S05E26) weiß sie, wer Kid Danger und Captain Man sind. Trotz ihrer Aggressionsprobleme ist sie fast genauso schlau wie Charlotte und außerdem sehr fleißig, was etwa in der Folge Der Anfang vom Ende zu bemerken war, da sie vor ihrem Bruder Henry den Schulabschluss macht. Sie ging am Schluss nach Florida.
Mr. Gooch ist ein Verkäufer von Junk ’n’ Stuff. Er alarmiert Captain Man immer, wenn es Probleme gibt. Er hat einen Neffen namens Benjy und kümmert sich um eine Pflanze namens Omar. Er tritt nur in der 1. Staffel auf.
Schwoz Schwartz ist ein Mitarbeiter von Captain Man und ein richtiges Genie. Er hatte Ray die Freundin ausgespannt, Ray damit wütend gemacht und ihre Freundschaft beendet. Da er allerdings der einzige ist, der die Geräte in der Man-Höhle reparieren kann, stellt Ray ihn wieder ein. Mit der Zeit entwickelt sich wieder eine Freundschaft zwischen den beiden. Schwoz ist fürsorglich, verrückt und hat eine Schwester namens Winnie. Er ist zwar ein Genie, kann aber einige Wörter nicht richtig aussprechen. Ab der 5. Staffel hat er eine Hauptrolle.

## Nebenfiguren
Jake Hart ist Henrys und Pipers seltsamer Vater, der als Projektmanager arbeitet. Er kann Jasper nicht leiden.
Siren Hart ist Henrys und Pipers Mutter, die oft von Captain Man umschwärmt wird.
Sydney Birnbaum ist Olivers und Jaspers Freund. Er hat genau wie Oliver die gleiche Persönlichkeit.
Oliver Pook ist Jaspers und Sydneys Freund. Er ist ein seltsamer, schrulliger Junge und isst zusammen mit Sydney Käfer.
Bork ist der starke Arbeiter von Ray. Er benimmt sich wie ein Tier.
Trent Overunder ist der Nachrichtensprecher von „Swellview News“, der über die Geschehnisse von Swellview und Captan Mans Heldentaten berichtet.
Mary Gaperman ist eine Nachrichtensprecherin und Trents Kollegin. Sie ärgert sich, wenn Trent sie unterbricht.
Sharon Shapen ist Henrys, Charlottes und Jaspers Lehrerin. Sie ist streng, merkwürdig und findet keinen Mann. Sie hat immer wieder Probleme mit ihrem Körper. Zudem hat sie am linken Fuß einen großen Zeh. In der Folge Drill-Finger wurde offenbart, dass sie eine Nichte namens Noelle hat.
Chloe Hartmann ist ein Mädchen, das von Henry öfter versetzt wurde, da er einen Job bei Junk ’n’ Stuff hat. Sie ist später bei der Realityshow Kids in den Wäldern.
Bianca ist ein Mädchen, für das Henry schwärmt, wie man in Der Supervulkan erfährt. Am Ende der Folge Das gefakte Date werden Henry und Bianca ein Paar. In der Folge Danger & Thunder erfährt man, dass auch Bianca jetzt bei der Realityshow Kids in den Wäldern ist.
Winnie ist Schwoz’ Schwester. Man macht sich oft über sie lustig, weil sie wie ein Pferd aussieht, verhält sich allerdings auch wie eines, liebt z. B. Zuckerstückchen und frisst aus der Hand.
Jeff Bilsky ist der dümmste Kriminelle in ganz Swellview, der oft von Captain Man verhaftet wird. In der Folge Familie Bilsky stellt sich heraus, dass er mit Mitch verwandt ist.
Dr. Minyak ist ein verrückter Wissenschaftler und ein Erzfeind von Captain Man und Kid Danger. Sein Ziel ist es Captain Man und Kid Danger zu eliminieren. Er zählt zu den gefährlichsten aller Bösewichte. Zudem hat er auch eine Partnerin namens Schwester Cohort.
Mitch Bilsky ist ein Teenager an der Schule, der Henry und die anderen Schüler mobbt. In der Folge JAM Session erwähnt Henry, dass er Wutprobleme hatte. Zudem ist er auch der Bruder des dümmsten Kriminellen Jeff. Genauso wie Jeff neigt Mitch zu kriminellem Verhalten und stiehlt z. B. öfter. Nebenbei hat er auch eine Schwester mit den Namen Bysh Bilsky.
Der Toddler ist ein kleinwüchsiger erwachsener Mann in einem Babykostüm. Er ist meistens kindisch und kriegt oft Wutanfälle, wenn er nichts bekommt. In der 1. Staffel wollte der Toddler alle Babys in abscheuliche Monster verwandeln. Captain Man und Kid Danger konnten ihn jedoch aufhalten. Zudem hat er meistens Gehilfen, die bei seinen teuflischen Plänen unterstützen. Sein wahrer Name wurde nicht erwähnt.

## Produktion
Im März 2014 wurde die Pilotfolge gesendet und Nickelodeon gab 20 Episoden in Auftrag. Die ersten beiden Folgen wurden als Spielfilm beworben. Dan Schneider gab über Twitter bekannt, dass er einen Gastauftritt absolvieren wird.
Aufgrund von steigenden Zuschauerzahlen verlängerte Nickelodeon die Serie am 18. November 2014 um eine zweite Staffel. Als die Serie weiterhin sehr gut ankam, wurde am 2. März 2016 eine dritte Staffel bestellt. Da die Quoten sehr hoch waren, wurde am 16. November 2016 wiederum eine vierte Staffel bestellt.

## Ausstrahlung
Die 44-minütige Pilotfolge wurde am 26. Juli 2014 vom US-amerikanischen Fernsehsender Nickelodeon ausgestrahlt. Die reguläre Ausstrahlung der ersten Staffel fand vom 13. September 2014 bis zum 16. Mai 2015 statt. Vom 12. September 2015 bis zum 17. Juli 2016 wurde die zweite Staffel gesendet. Die dritte Staffel wurde vom 17. September 2016 bis zum 7. Oktober 2017 ausgestrahlt. Vom 21. Oktober 2017 bis zum 20. Oktober 2018 wurde die vierte Staffel ausgestrahlt.
Die deutschsprachige Erstausstrahlung der Pilotfolge fand am 15. November 2014 auf Nickelodeon Deutschland statt. Die restlichen Folgen der ersten Staffel folgten vom 1. Februar 2015 bis zum 12. November 2015. Vom 5. April 2016 bis zum 1. November 2016 wurde die zweite Staffel ausgestrahlt. Vom 30. März 2017 bis zum 1. März 2018 erfolgte die Ausstrahlung der dritten Staffel. Seit dem 8. März 2018 wird die vierte Staffel ausgestrahlt. Bei der Erstausstrahlung jeder Staffel erfolgt eine mehrmonatige Sommerpause, die die Staffeln in zwei Hälften teilt.

## Besetzung und Synchronisation
Die deutsche Synchronisation entsteht bei der Synchronfirma EuroSync GmbH in Berlin unter der Dialogregie von Ulrike Lau.

### Hauptbesetzung
| Rolle                      | Schauspieler     | Hauptrolle (Staffel) | Nebenrolle (Staffel) | Synchronsprecher |
| -------------------------- | ---------------- | -------------------- | -------------------- | ---------------- |
| Henry Hart/Kid Danger      | Jace Norman      | 1–5                  |                      | Nicolas Rathod   |
| Ray Manchester/Captain Man | Cooper Barnes    | 1–5                  |                      | Marcel Collé     |
| Charlotte Page             | Riele Downs      | 1–5                  |                      | Maria Hönig      |
| Jasper Dunlop              | Sean Ryan Fox    | 1–5                  |                      | Henning Berg     |
| Piper Hart                 | Ella Anderson    | 1–5                  |                      | Zalina Sanchez   |
| Schwoz Schwartz            | Michael D. Cohen | 5                    | 1–4                  | Bernhard Völger  |

### Nebenbesetzung
| Rolle                     | Schauspieler           | Synchronsprecher           |
| ------------------------- | ---------------------- | -------------------------- |
| Jake Hart                 | Jeffrey Nicholas Brown | Stefan Krause              |
| Siren Hart                | Kelly Sullivan         | Antje von der Ahe          |
| Mr. Gooch                 | Duncan Bravo           | Stefan Gossler             |
| Oliver Pook               | Matthew Zhang          | Cedric Eich                |
| Sydney Birnbaum           | Joe Kaprielian         | Elia Francolino            |
| Miss Shapen               | Jill Benjamin          | Katrin Zimmermann          |
| Vizebürgermeister Willard | Timothy Brennen        | Hans-Jürgen Dittberner     |
| Der Toddler               | Ben Giroux             | Michael Pan                |
| Dr. Minyak                | Mike Ostroski          | Florian Halm               |
| Schwester Cohort          | Amber Bela Muse        | Marion Musiol              |
| Jeff                      | Ryan Grassmeyer        |                            |
| Carlos                    | AJ Castro              | Felix Spieß                |
| Jed                       | David Lengel           | Peter Sura                 |
| Chloe Hartmann            | Jade Pettyjohn         | Marie Christin Morgenstern |
| Bianca                    | Maeve Tomalty          | Vivien Gilbert             |
| Mitch Bilsky              | Andrew Caldwell        | René Dawn-Claude           |
| Gerta                     | Julie Rei Goldstein    | Katharina Spiering         |
| Trent Overunder           | Winston Story          | Sebastian Christoph Jacob  |
| Mary Gaperman             | Carrie Barrett         | Ann Vielhaben              |
| Beekeeper                 | Jeremy Guskin          | Alexander Gaida            |
| Veronica                  | Madison Iseman         | Shalin-Tanita Rogall       |
| Van Del                   | Josh Fingerhut         | Christian Gaul             |
| Jack Frittleman           | Alec Mapa              | Santiago Ziesmer           |
| Drex                      | Tommy Walker           | Fabian Oscar Wien          |
| Polizeichef Sullivan      | Jason Sims-Prewitt     | Michael Iwannek            |
| Mrs. Hendricks            | Kate Cook              | Damineh Hojat              |
| Officer Kogen             | Anthony M. Bertram     | Gerrit Hamann              |
| Evelyn Hall               | Anna Lenes             | Giuliana Jakobeit          |
| Frankini                  | Frankie Grande         | Fabian Hollwitz            |
| Goomer                    | Zoran Korach           | Jaron Löwenberg            |

### Gastbesetzung
| Rolle                    | Schauspieler         | Synchronsprecher       |
| ------------------------ | -------------------- | ---------------------- |
| Telefon-Hai              | Jon Dixon            | Mathias Kopetzki       |
| Debbie Putch             | Cassie Brennan       | Laura Elßel            |
| Nathan Kress             | Nathan Kress         | Christian Zeiger       |
| Shawn Corbit             | Russell Westbrook    | Nico Sablik            |
| Ortho                    | Trevor Gore          | Philip Süß             |
| Der Spoiler              | Noland Ammon         | Roman Wolko            |
| Tiffany                  | Alyssa Cotero        | Lisa Braun             |
| Axel                     | Michael Kupisk       | Daniel Johannes        |
| Luma Jean                | Nicole Burch         | Greta Galisch de Palma |
| Courtney Sham            | Jada Facer           | Lisa May               |
| Lil’ Biggie              | Benjamin Flores, Jr. | Daniel Kirchberger     |
| Sophie                   | Layla Crawford       | Nayeli Rathod          |
| Drake Parker (Fernsehen) | Drake Bell           | Rahul Chakraborty      |
| Josh Nichols (Fernsehen) | Josh Peck            | Lucas Wecker           |
| Kelsey                   | Emma Shannon         | Derya Flechtner        |
| Bysh Bilsky              | Marisa Baram         | Marie-Isabel Walke     |
| Dr. Skurvay              | David Pressman       | Wolfgang Wagner        |
| Cassie                   | Abbie Cobb           | Moira May              |
| Heather Bogart           | Lizzie Broadway      | Nana Spier             |
| Shaun White              | Shaun White          | Ricardo Richter        |
| Joss Moss                | Shelby Simmons       | Daniela Molina         |

## Ableger
Am 15. Januar 2018 wurde in den USA die erste Folge von The Adventures of Kid Danger, einer Zeichentrickfassung von Henry Danger, ausgestrahlt. In Deutschland erfolgte die Erstausstrahlung der Serie am 25. März 2018 unter dem Titel Die Abenteuer von Kid Danger.
Im Februar 2020 wurde bekanntgegeben, dass Nickelodeon einen weiteren Ableger von Henry Danger namens Danger Force produziert.
Im Januar 2022 wurde bekanntgegeben, dass Jace Norman zusammen mit Nickelodeon einen Deal abgeschlossen hat, in dem es um einen Henry Danger Film geht, welcher auf der Streaming-Plattform Paramount+ erscheinen soll.
Am 17. Januar 2025 erschien Henry Danger – Der Film auf Paramount+ in den Vereinigten Staaten. Die deutsche Veröffentlichung erfolgte ebenfalls auf Paramount+ und auf Nick Deutschland am 22. Februar 2025.

## Rezeption
Die US-Bewertungs-Organisation Commons Sense Media vergab nur 2 von 5 Sternen und sieht eine „kitschige, formelhafte Superheldenkomödie mit wenig Substanz“.